# Obciążenia wyjątkowe
Obciążenia wyjątkowe – obciążenia, które mogą wystąpić w wyniku możliwych, ale mało prawdopodobnych czynników takich jak:
- pożar
- wybuch
- wstrząs sejsmiczny
- powódź
- huragan
- uderzenie pojazdu lub innego obiektu

W przypadku konstrukcji nieprzewidzianych na ich wystąpienie mogą prowadzić do całkowitego zniszczenia obiektu, m.in. wskutek postępującego zawalenia.